# Xagħra
Xagħra lub Ix-Xagħra – jedna z jednostek administracyjnych na Malcie, położona w północnej części wyspy Gozo, 3 960 mieszkańców. Na terenie miejscowości znajdują się:
- stanowisko archeologiczne Ġgantija, świątynia megalityczna pochodząca z IV tysiąclecia przed Chrystusem;
- Wiatrak Ta’ Kola, jeden z niewielu w pełni zachowanych wiatraków na Malcie. Wewnątrz działa muzeum poświęcone historii osadnictwa na wyspie[1].